# Robert Cusack
Robert Cusack (Maryborough (Queensland), Australia, 10 de diciembre de 1950) es un nadador australiano retirado especializado en pruebas de estilo libre, donde consiguió ser medallista de bronce olímpico en 1968 en los 4 x 100 metros estilo libre.

## Carrera deportiva
En los Juegos Olímpicos de México 1968 ganó la medalla de bronce en los relevos de 4 x 100 metros libre, con un tiempo de 3:34.7 segundos, tras Estados Unidos (oro) y la Unión Soviética (plata).